# Pittosporum sylvaticum
Pittosporum sylvaticum är en tvåhjärtbladig växtart som beskrevs av André Guillaumin. Pittosporum sylvaticum ingår i släktet Pittosporum och familjen Pittosporaceae. Inga underarter finns listade.